# Jadebuddha-Tempel
Der Jadebuddha-Tempel (chinesisch 玉佛禅寺, Pinyin Yùfó Chán Sì – „Jadebuddha-Chan-Tempel“) ist ein buddhistischer Tempel im Shanghaier Bezirk Jing’an (VR China). Er wurde im Jahr 1882 mit zwei Jade-Buddha Statuen gegründet, die aus Myanmar auf dem Seeweg nach Shanghai gebracht wurden.  

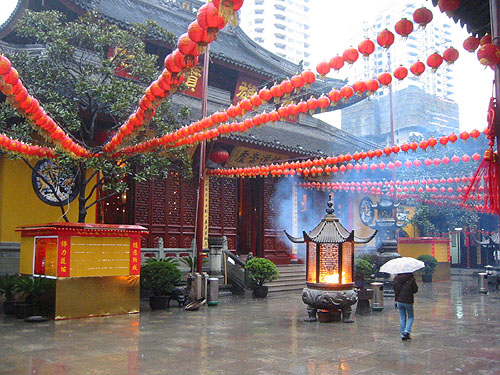
Jadebuddha-Tempel

Die sitzende Buddhastatue ist 1,95 Meter hoch und wiegt 3 Tonnen. Die kleinere, liegende, Buddhastatue stellt Buddhas Tod dar. Im Tempel befindet sich außerdem noch eine größere liegende Buddhastatue aus Singapur, die oft mit der anderen Buddhastatue  verwechselt wird.

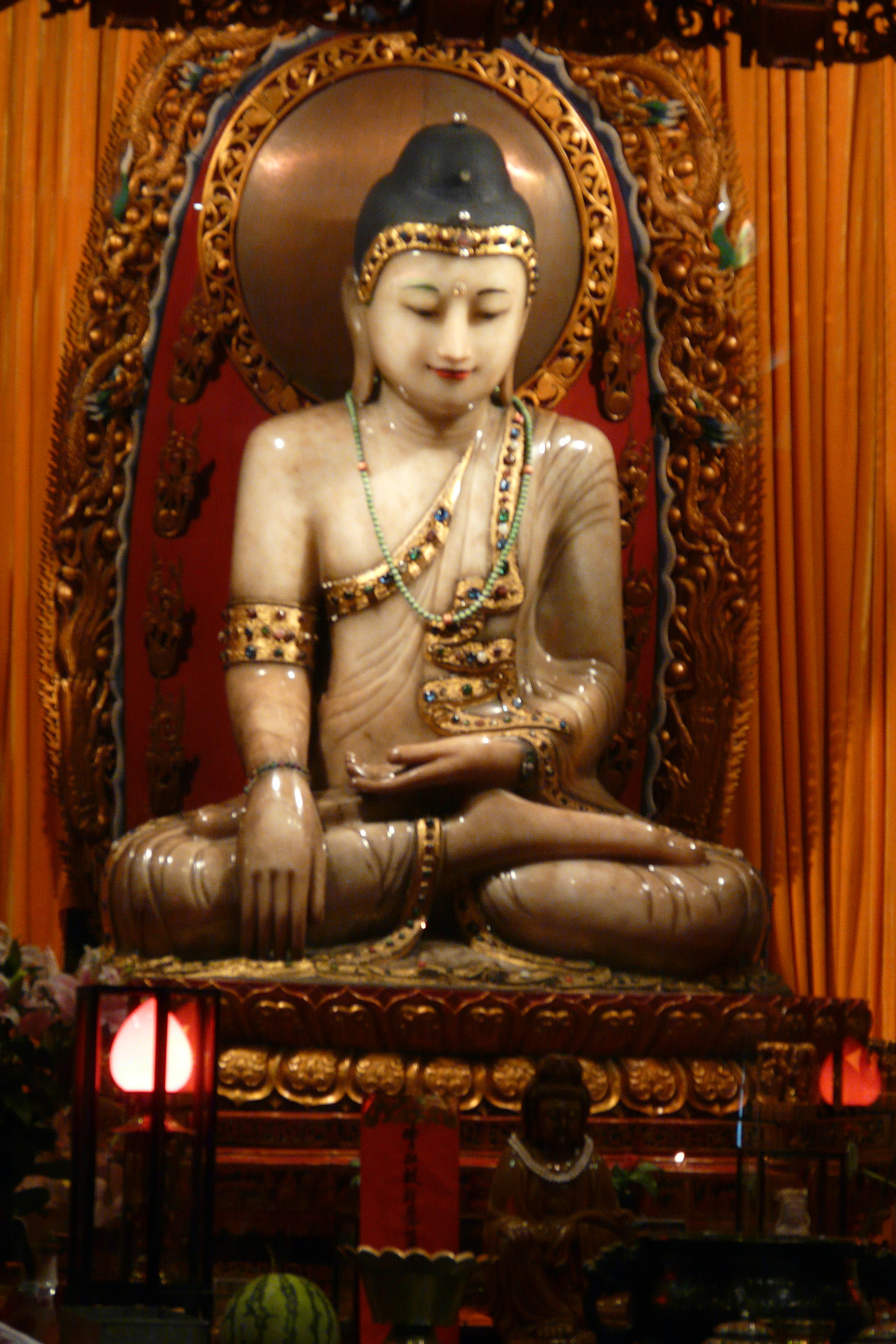
Sitzender Jadebuddha im Jadebuddha-Tempel in Shanghai

## Geschichte
Während der Regierungszeit des Qing-Kaisers Guang Xu (1875–1908) unternahm Hui Gen, ein Mönch aus Putuo Shan, eine Pilgerreise nach Tibet und Birma. 
Dort schenkte ihm Chen Jun-Pu, ein Überseechinese, fünf Buddhastatuen aus Jade. 
Zwei der Statuen brachte Hui Gen zurück nach Shanghai und ließ mit Spendengeldern einen Tempel errichten. 
Der heutige Tempel wurde nach der Revolution von 1911 in der Zeit von 1918 bis 1928 unter Abt Ke Chen errichtet. 
Eine weitere der fünf Buddhastatuen befindet sich in Peking in der Halle der Erleuchtung (Cheng Guang Dian).
Der Tempel ist einer der Nationalen Schwerpunkttempel des Buddhismus in han-chinesischen Gebieten.